# Kék marlin
A kék marlin (Makaira nigricans) a sugarasúszójú halak (Actinopterygii) osztályának sügéralakúak (Perciformes) rendjébe, ezen belül a vitorláskardoshal-félék (Istiophoridae) családjába tartozó faj.
A Makaira csontoshal-nem típusfaja.

## Előfordulása
A kék marlin előfordulási területe az Atlanti-óceán trópusi és mérsékelt övi vizei.

## Megjelenése
Mindkét nem átlagosan 290 centiméteres és mindkettőnek a legnagyobb hossza 500 centiméter; e méretek ellenére 50-80 centiméteresen már felnőttnek számít. A legnehezebb kifogott példány 636 kilogrammot nyomott. A hátúszóján 45-50, a farok alatti úszóján 19-23 sugár van. A háti része kékesfekete és a hasi része ezüstös-fehér. A hasi részén és oldalain 15 sornyi kobaltszínű csík van. Az első hátúszó feketés vagy sötétkék, a többi úszó barnásfekete sötétkék árnyalattal. A farok alatti úszótöve ezüstös-fehér. Az oldalvonala összefüggő bemélyedések hálózatából tevődik össze.

## Életmódja
Főleg a szubtrópusi nyílt vizek lakója. Azokat a helyeket kedveli, ahol a vízhőmérséklet 22-31 Celsius-fok közötti; a 27 Celsius-fok a legkedvezőbb számára. A vízfelszíntől 200 méter mélyig lelhető fel. A kék marlin általában magányosan él; rajokat igen ritkán alkot. Nappal tevékeny. Táplálékai általában halak, azonban fejlábúak is.

## Szaporodása
A nőstény testében az ikra homályos fehér vagy sárga, és 0,3-0,5 milliméter átmérőjű. Ívás után viszont az ikra áttetsző és 1 milliméter átmérőjű.

## Felhasználása
Ez a vitorláskardoshal rajta van a vándorló tengeri halakat védelmező, úgynevezett Annex I of the 1982 Convention on the Law of the Sea határozat listáján; azonban ennek ellenére folyik a kereskedelmi halászata, továbbá a sporthorgászok egyik kedvence. A helybéli halpiacokon frissen vagy fagyasztva árusítják.

## Képek

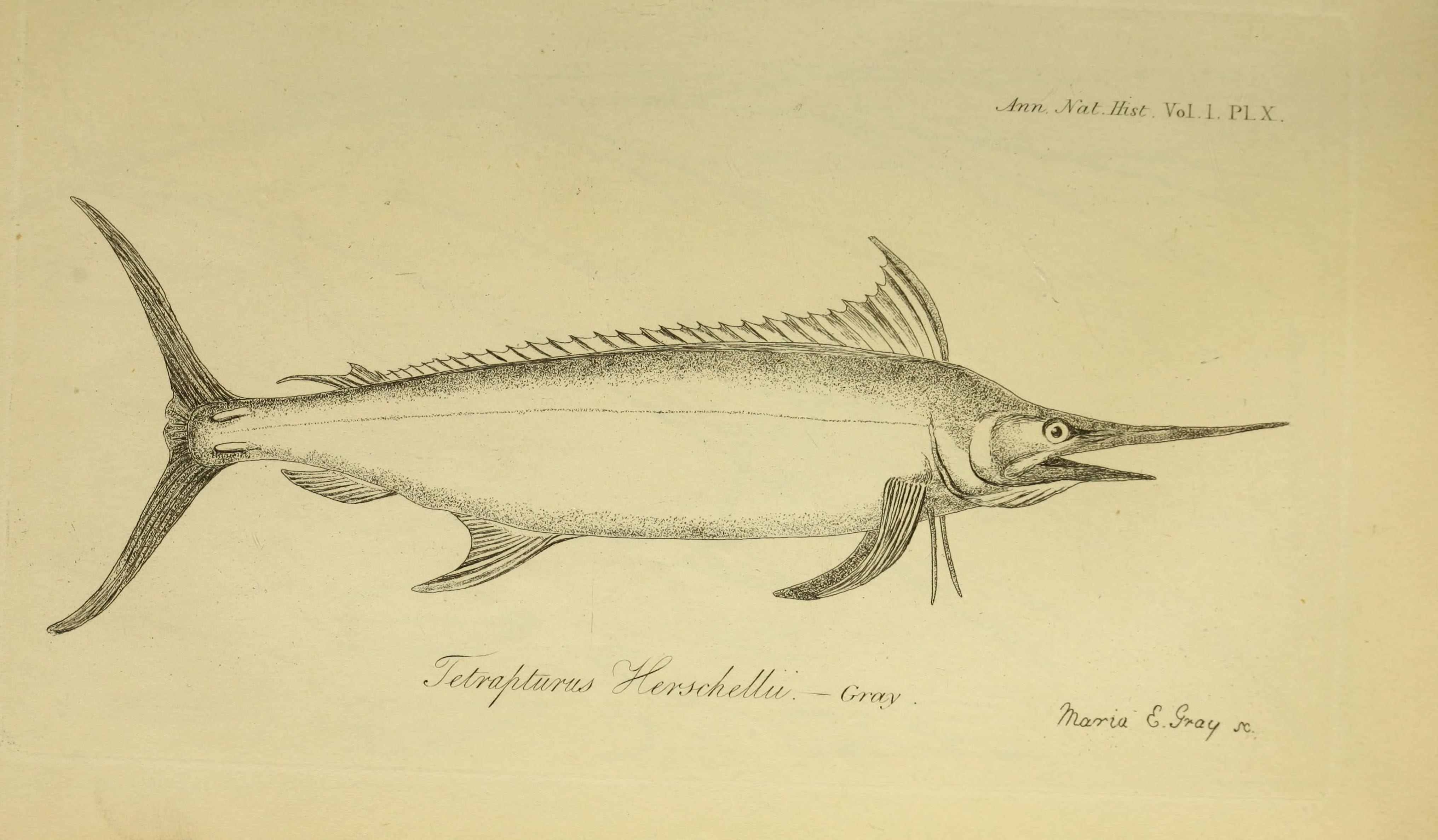
Régi rajz a halról
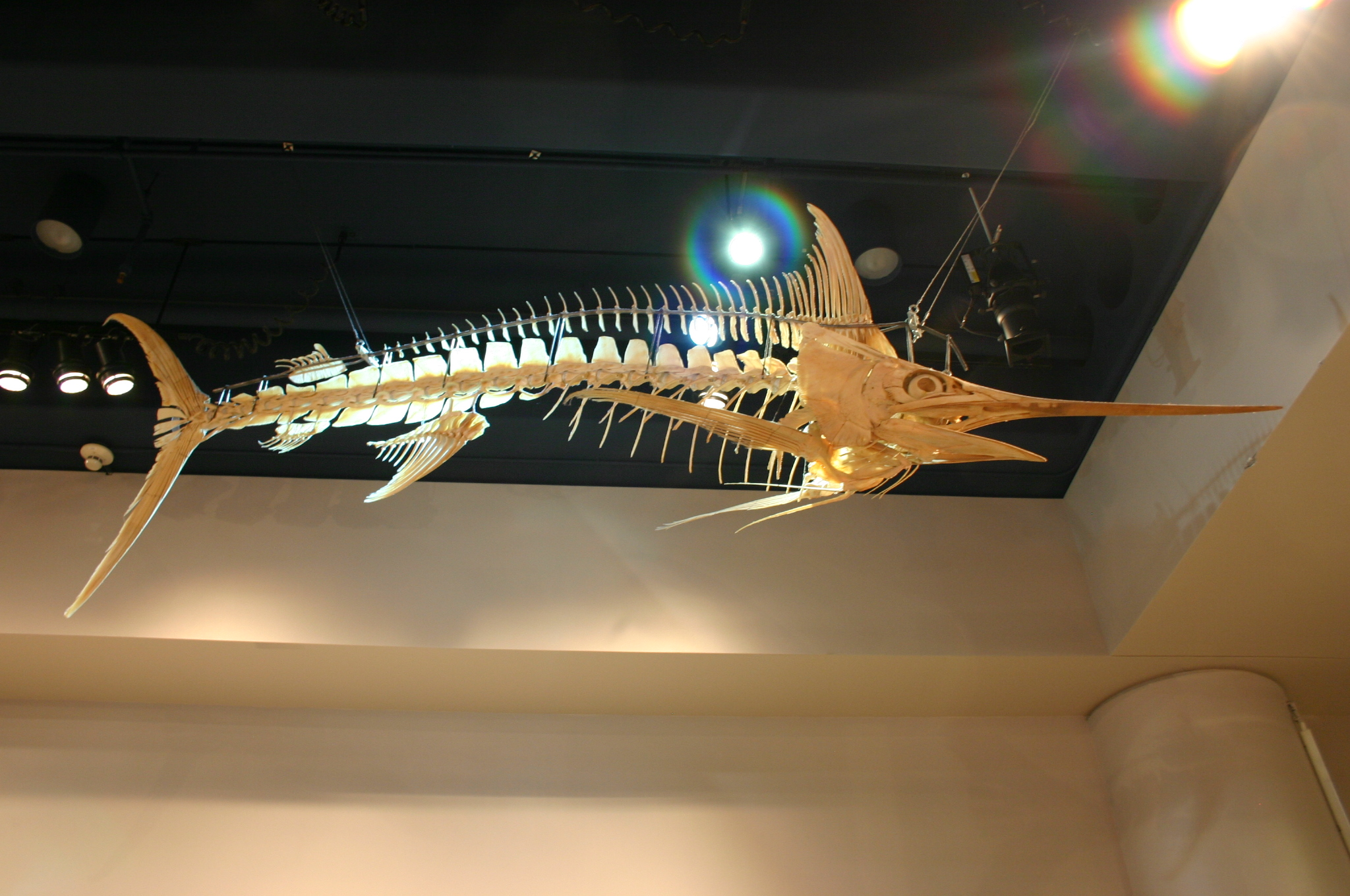
és csontváza
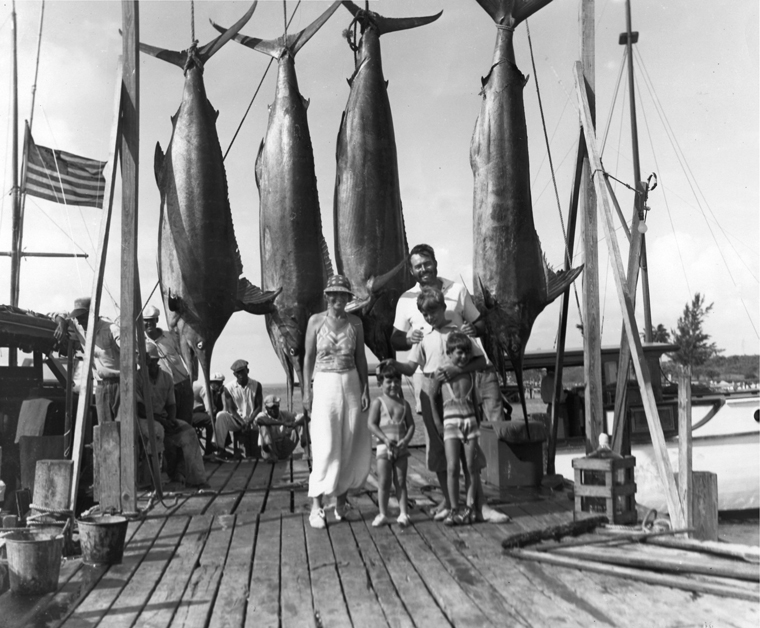
Kifogott példányok egy archív képen
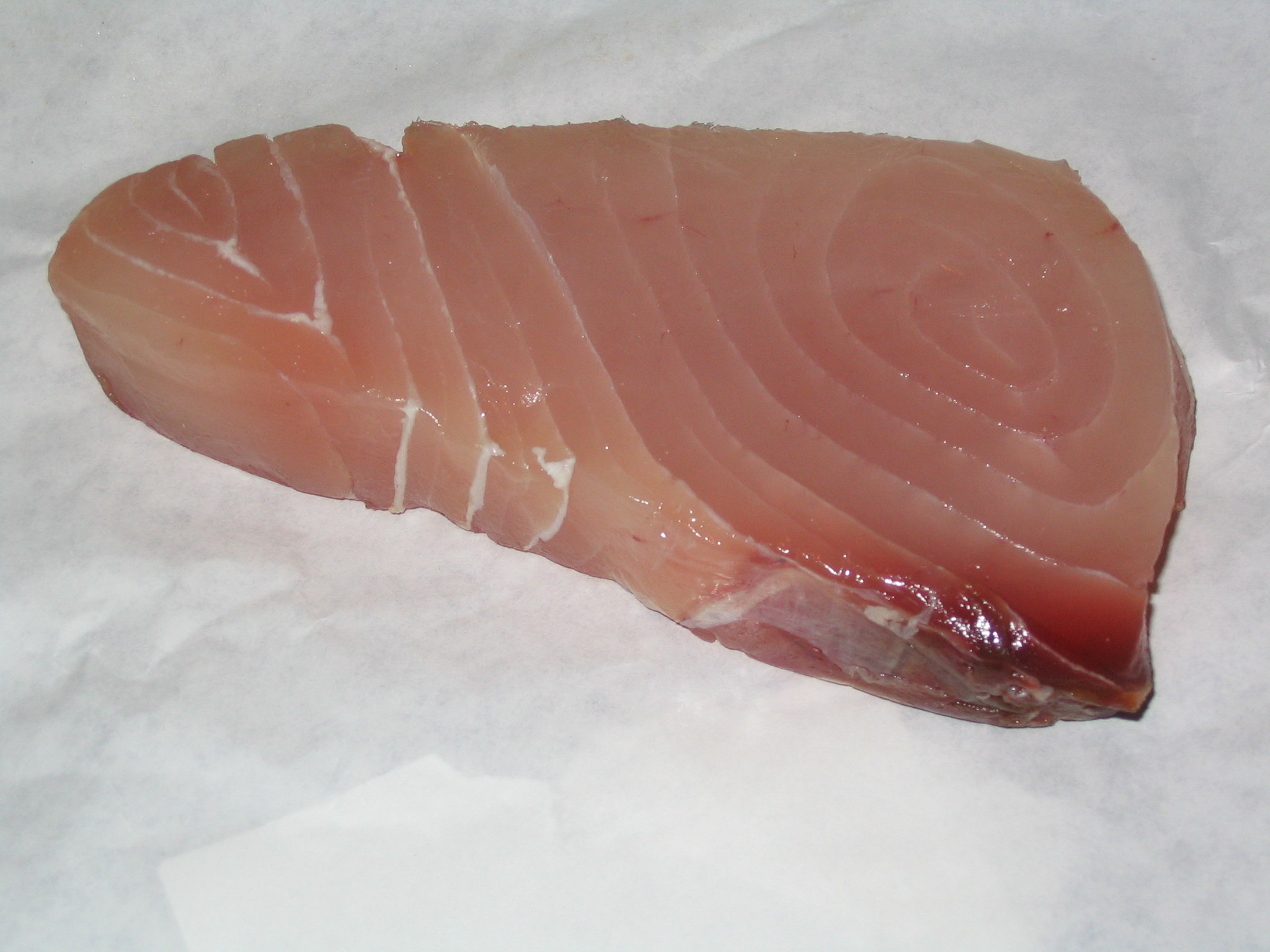
Egy szelet kék marlin